# Ahmed Al-Samawi
Ahmed AbdulRahman Ali Al-Samawi (né en 1946) est un économiste yéménite, membre du Conseil de la Shura (Chambre haute du Yémen) depuis 2010, et gouverneur de la Banque centrale du Yémen de 1997 à 2010.

## Biographie
Ahmed Al-Samawi décroche en 1968 un BA en économie à l'université d'Alexandrie en Égypte. Il obtient en 1970 un diplôme d'études supérieures au Koweït, puis un diplôme de postgraduate à l'université de Manchester au Royaume-Uni en 1976.
En 1997, Ahmed Al-Samawi est nommé gouverneur de la banque centrale du Yémen.
En 2003, il présente un nouveau système automatisé de remboursement intégré à la banqnue centrale qui normalise ainsi son système de gestion de dettes.
En 2008, Ahmed Al-Samawi prépare avec le gouvernement yéménite le projet de loi permettant l'introduction des organismes de micro-finance dans le pays.
En 2010, un décret gouvernnemental nomme Ahmed Al-Samawi membre du Conseil consultatif.

## Publications
- Réflexions sur la vie et l'univers, 2013
- Stages of my life and to participate in building modern Yemen, 2012
- Expériences du Yémen de la politique monétaire et la réforme bancaire, 2007
- Voyage au Paradis Perdu, Andalousie
- Voyage à la ville de deux continents, Istanbul
- Voyage au Paradis où Adam a perdu, Bali